# Бад-Фридрихсхалль
Бад-Фридрихсхалль (нем. Bad Friedrichshall) — город в Германии, в земле Баден-Вюртемберг.
Подчинён административному округу Штутгарт. Входит в состав района Хайльбронн. Население составляет 18 762 человека (на 31 декабря 2010 года). Занимает площадь 24,70 км². Официальный код — 08 1 25 005.
Город подразделяется на 6 городских районов.